# 許崇德
許崇德（1929年1月15日—2014年3月3日），生于江苏省青浦县（今上海市青浦区），中华人民共和国宪法学家。

## 生平

### 早年
許崇德幼年丧父，母亲靠教书将許崇德养大。8岁时，日军在淞沪会战攻尅上海。冬夜，母亲带许崇德逃难，途经淞沪战场。中学时，许崇德在一首诗中回忆此次逃难：“霜浓白骨遗尸冷，月黑腥风带血吹。我念中华多壮士，悲歌慷慨舍身时。”
1946年，许崇德自浙江嘉兴中学毕业。1947年，許崇德考入复旦大学法律系，1951年毕业。在复旦大学期间，张志让教授的比较宪法课引起了许崇德的兴趣。日后许崇德在一篇文章中谈到：“我所以对宪法萌发兴趣，一方面，固然同张先生谆谆善诱、分析深透有关，而另一方面，因我生经战乱，吃尽民穷国弱的苦头，政治腐败，斯时为烈。所以一接触宪法这门学科，初识国家根本制度、根本大法的重要性，就情不自禁地产生了一种求知欲。”1948年过后，张志让突然离开复旦大学，赴解放区参加新政协会议的筹备及共同纲领的起草，后来张志让还参加了1954年《中华人民共和国宪法》的起草。
1951年，许崇德自复旦大学毕业，被分配到中国人民大学国家法教研室当研究生，1953年毕业，留校任教。其间，1953年夏，《中华人民共和国全国人民代表大会及地方各级人民代表大会选举法》頒布后，剛剛畢業并留校任教的許崇德被派往山東泰安，參加中央人民政府內務部在農村开展的第一次基層普選試點工作隊。

### 憲法
1954年，在《中华人民共和国宪法》的起草工作中，許崇德担任憲法起草委員會秘書處的工作成員，在資料組从事輔助性工作，主要为憲法起草委員會整理材料，並提供相關資料，整理征求意見、全民討論送來的討論材料及意見。
文化大革命爆发后，中国人民大学撤销，该校教师被扫地出门。许崇德先在工厂当拌泥工，随后携全家被下放江西劳动。在信江畔的锦江镇，许崇德每天挨家挨户掏茅坑，倒粪便。劳动之余，许崇德写下一首小诗：“汗水何如信水长，书生翻作种田郎。肩挑大粪穿街过，大粪臭污人发香。”
1971年，許崇德调北京师范学院政教系任教。1978年中国人民大学复校，許崇德调回中国人民大学法律系，历任副教授、教授、博士生导师，他还曾任宪法学教研室主任、研究生导师组组长。許崇德是中国政治学会副会长，中国法学会理事，中国宪法学研究会副总干事，中国香港法律研究会副会长、秘书长，中国社会科学院政治学研究所学术委员会委员，全国人民代表大会内务司法委员会特约研究员。
1980年前后，許崇德在多家媒體連續發表《修改憲法十議》等學術文章，受到社會關注。1980年9月，許崇德被指名要到憲法修改委員會秘書處工作，任职兩年零三個月。許崇德从而全程参加了1982年《中华人民共和国宪法》的草拟。1982年12月4日，經過全民討論的憲法草案高票获得通過。此后，許崇德迅速發表了不少宣傳新憲法的文章，並編寫《中國憲法》等多種教材及教學大綱。
1990年秋，许崇德访问美国。在参观了独立宣言起草人托马斯·杰弗逊的纪念堂之后，许崇德赋诗一首：“圆厅敞阔立金身，手执宪章瞿有神。我亦草书根本法，从来笔下不输人。”
1998年6月，許崇德為全國人民代表大会常务委员会法制講座開講第一課憲法。2002年12月26日，新當選的中共中央政治局領導集體學習憲法，許崇德、周叶中就《中华人民共和国憲法》的發展歷程等問題进行了講解，这是中南海集体学习的第一堂课。

### 香港澳門基本法
1985年6月18日，許崇德被任命为《中华人民共和国香港特别行政区基本法》起草委员会委员，历时5年。1988年9月5日，許崇德被任命为《中华人民共和国澳门特别行政区基本法》起草委员会委员，历时5年。又任全国人大香港特别行政区筹备委员会委员，全国人大澳门特别行政区筹备委员会委员。
1999年1月，香港终审法院对于香港居留權爭議，判決香港终审法院有司法审查权去审查全国人大及其常委会的立法是否符合香港基本法。肖蔚云和另外三名香港特別行政區基本法起草委員會委員许崇德、邵天任、吴建璠在《人民日报》批评香港终审法院。2003年1月7日，香港行政長官董建華在施政報告記者會上以“四大護法”稱呼四人，稱號由此流傳。鍾庭耀在《背靠中央要適可而止》指出四大護法每每為中央政府代言，恐損其法學專業權威。

## 著作
2003年，许崇德称：“我一生共刊出學術性論文及文章238篇，以十一屆三中全會為界分屬截然不同的兩個25年，前25年總共只寫了7篇！告別那個法律不受重視、憲法沒有地位的年代，我們如今已走進一個依法治國的新時代，憲法在中國的實際地位越來越高。”
许崇德的主要文集及法学著作有：
- 许崇德，许崇德全集（共12卷），中国民主法制出版社，2009年
- 许崇德，中华人民共和国宪法史，福建人民出版社，2003年
- 许崇德，宪法学，中共中央党校出版社，2003年
- 许崇德，学而言宪（中国法学家自选集），法律出版社，2000年
- 许崇德，中国宪法（朝鲜文），卞相弼译，韩国东玄出版社，1995年
- 许崇德，宪法学自学考试大纲，北京大学出版社，1987年
- 许崇德，中国宪法学，天津人民出版社，1986年
- 许崇德，新宪法讲话，浙江人民出版社，1983年
- 许崇德，国家元首，人民出版社，1982年
- CONSTITUTION, People's Republic of China, KLUWER LAW INTERNATIONAL, 2001（合著）
- 许崇德、王向明、宋仁，中国宪法教程（全国法院干部业余大学教材），人民法院出版社，1998年
- 王向明、许崇德编著，中国宪法讲义，中央广播电视大学出版社，1987年
- 许崇德、何华辉，分权学说，人民出版社，1986年
- 许崇德、皮纯协，选举制度问答（修订本），群众出版社，1984年
- 中央人民广播电台理论部，中华人民共和国宪法讲话，法律出版社，1983年
- 许崇德、何华辉，宪法与民主制度，湖北人民出版社，1982年
- 许崇德、皮纯协，选举制度问答，群众出版社，1980年
- 北京师范学院政治系编写组，政治常识问答，北京人民出版社，1978年
- 中共中央组织部组织编写，《全国公开选拔党政领导干部考试大纲》学习读本·法律部分，党建读物出版社，2003年
- 许崇德编，中华人民共和国法库（宪法卷），人民法院出版社，2002年
- 许崇德编，中国宪法概论，中共中央党校出版社，2002年
- 许崇德编，宪法学（中共中央党校函授教材），当代世界出版社，2000年
- 许崇德编，宪法学（中国部分），高等教育出版社，2000年
- 许崇德编，中华人民共和国法律大百科全书（全书11类，共13册），河北人民出版社，1999年
- 许崇德编，宪法（中国人民大学“21世纪法学系列教材”），中国人民大学出版社，1999年
- 许崇德编，法学基础理论 .宪法学（全国律师资格考试指定用书），法律出版社，1998年
- 许崇德编，最新香港民商法律（中英文对照法律汇编，全书共9卷17册），人民法院出版社，1998年
- 许崇德编，中华人民共和国行政处罚法实务全书，中国法制出版社，1996年
- 许崇德编，宪法学（外国部分），高等教育出版社，1996年
- 许崇德编，中国宪法（修订本），中国人民大学出版社，1996年
- 许崇德编，宪法学，北京大学出版社，1995年
- 许崇德编，宪法与民主政治，中国检察出版社，1994年
- 许崇德编，建设有中国特色的社会主义民主政治，人民出版社，1994年
- 许崇德编，港澳基本法教程，中国人民大学出版社，1994年
- 许崇德编，香港法律与律师制度，经济管理出版社，1994年
- 许崇德编，中华法学大辞典（宪法学卷），中国检察出版社，1994年
- 许崇德编，行政法审判案例，台湾月旦出版社，1993年
- 许崇德编，各国地方制度，中国检察出版社，1993年
- 许崇德编，人权思想与人权立法（1992年），中国人民大学出版社
- 许崇德编，中华人民共和国常用法律疑难条文释义，中国劳动出版社，1992年
- 许崇德编，行政管理与行政法，中国广播电视出版社，1991年
- 许崇德编，新中国行政法学研究综述，法律出版社，1991年
- 许崇德编，中国宪法参考资料选编（高校文科教学参考用书），中国人民大学出版社，1990年
- 许崇德编，中国宪法（高等学校文科教材），中国人民大学出版社，1989年
- 许崇德编，宪法学（全国高等教育自学考试教材），北京大学出版社，1989年
- 许崇德编，城市政治学，光明日报出版社，1988年
- 许崇德编，人民代表必备，人民出版社，1987年
- 许崇德编，什么是政治学，群众出版社，1985年
- 许崇德编，大众法学，知识出版社，1985年
- 许崇德编，中国宪法教学大纲，人民大学出版社，1985年
- 许崇德编，中学政治课手册（法律常识部分），北京师范大学出版社，1984年
- 许崇德编，法学基础，中共中央党校出版社，1984年
- 许崇德编，中国大百科全书·法学卷，中国大百科全书出版社，1984年
- 许崇德编，政治与政治科学（两册），群众出版社，1982年、1984年
- 许崇德编，宪法学（高校法学试用教材），群众出版社，1983年
- 许崇德编，中外宪法选编，人民出版社，1982年
- 许崇德编，中华人民共和国宪法讲义，中国人民大学出版社，1964年（校内发行）

此外，许崇德还著有文学著作：
- 许崇德，香草诗词，1990年
- 许崇德，许崇德诗草，山东文艺出版社，1993年
- 许崇德，学而咏怀——许崇德诗词集
- 许崇德，涓水苔痕

## 学生
許崇德的部分知名学生包括：
- 韩大元（中国宪法学研究会会长、中国人民大学法学院院长）
- 王振民（清华大学法学院院长）
- 梁美芬 (香港城市大學法律學院副教授，前副院長)，三傳高諾賢
- 黄江天（香港知名律师）
- 朱瓯（台湾法律界知名人）
- 胡锦光（中国人民大学法学院教授）
- 李元起（中国人民大学法学院教授）
- 余凌云（清华大学法学院教授）
- 杨允中（澳门理工学院教授）